# AirNav Systems
AirNav Systems是一家總部位于坦帕的全球航班跟踪服务公司，它成立于2001年。 该公司旗下有一款名為Radarbox的航班跟踪网站和流動應用程式，用戶可以通過Radarbox查看全球商业航班和通用航空航班信息。 
AirNav Systems的研发中心和欧洲办事处位于葡萄牙里斯本。

## 历史
1996年，葡萄牙人Andre Brandao還在大学学习计算机科学时，他开发了一款名为AirNav Suite 的航班跟踪应用程序。 2001年，他创立了AirNav Systems。 